# 894 (numero)
Ottocentonovantaquattro (894) è il numero naturale dopo l'893 e prima dell'895.

## Proprietà matematiche
- È un numero pari.
- È un numero composto con 8 divisori: 1, 2, 3, 6, 149, 298, 447, 894. Poiché la somma dei suoi divisori (escluso il numero stesso) è 906 > 894, è un numero abbondante.
- È un numero sfenico.
- È un numero malvagio.
- È un numero intoccabile.
- È un numero congruente.
- È un numero intero privo di quadrati.
- È un numero nontotiente (per cui la equazione φ(x) = n non ha soluzione).
- È un numero semiperfetto in quanto pari alla somma di alcuni (o tutti) i suoi divisori.
- È un numero palindromo e un numero ondulante nel sistema posizionale a base 12 (626).
- È un numero colombiano nel sistema numerico decimale.
- È parte delle terne pitagoriche  (306, 840, 894), (894, 1192, 1490), (894, 22192, 22210), (894, 66600, 66606),  (894, 199808, 199810).

## Astronomia
- 894 Erda è un asteroide della fascia principale del sistema solare.
- NGC 894 è un braccio di spirale della costellazione della Balena.

## Astronautica
- Cosmos 894 è un satellite artificiale russo.